# Cosmarium quadrilobum
Cosmarium quadrilobum là một loài Song tinh tảo trong họ Desmidiaceae, thuộc chi Cosmarium.